# Stéphane Dalmat
Stéphane Dalmat (* 16. Februar 1979 in Joué-lès-Tours) ist ein ehemaliger französischer Fußballspieler martiniquischer Abstammung.

## Karriere
Dalmats Profikarriere begann im Sommer 1998 bei RC Lens in der ersten französischen Liga. Bereits im Jahr darauf wechselte er zu Olympique Marseille. Doch auch dort hielt es ihn nicht lange und in für die Folgesaison unterschrieb er bei Paris Saint-Germain, ehe er bereits nach der Hinrunde wieder den Verein verließ und in der italienischen Serie A bei Inter Mailand anheuerte. Dort hielt es den „Wandervogel“ für dreieinhalb Jahre bis August 2003. Im September wurde er zum englischen Traditionsklub Tottenham Hotspur ausgeliehen. Kehrte aber mit Ablauf der Saison wieder zu Inter zurück, welche ihn für die Saison 2004/05 zurück in sein Heimatland ausliehen. Dort schloss er sich dem Toulouse FC an, blieb aber auch diesem Klub nur ein Jahr erhalten, um in der folgenden Spielzeit in Spanien bei Racing Santander anzuheuern. Doch auch dort wurde er nicht glücklich und es zog ihn das zweite Mal zurück nach Frankreich. Dieses Mal unterzeichnet er bei Girondins Bordeaux, wo er zu 13 Einsätzen im Ligaspielbetrieb kam. Ablösefrei verließ er die Hafenstädter nach wiederum nur einem Jahr zum FC Sochaux. Dort wurde er auf Anhieb Stammspieler und lief 2007/08 in 36 Ligapartien auf.

## Privates
Sein Bruder ist der ehemalige FC Nantes, RAEC Mons, Standard-Lüttich-Spieler und aktueller Mittelfeldspieler von Orduspor Wilfried Dalmat.

## Erfolge
- Italienischer Vize-Meister mit Inter Mailand: 2003
- Französischer Ligapokal mit RC Lens: 1999
- Französischer Ligapokalsieger mit Girondins Bordeaux: 2007